# 意大利裔阿根廷人
意大利裔阿根廷人（義大利語：  italo-argentini）指的是拥有意大利血统的阿根廷公民或生于意大利的阿根廷公民。现代阿根廷人中占比重最大的就是意大利裔人，据估计目前有约3000万阿根廷人有意大利血统，占该国总人口的62.5%。
在1857-1940年间，阿根廷接收了大量意大利移民，其人数占整个后殖民时期的赴阿移民的44.9%，比包括西班牙（占31.5%）在内的其他各国都多。1996年的调查结果显示，意大利裔阿根廷人的数量在1580万左右，而阿根廷总人口为3450万，意味着阿根廷全国45.5%的人口都有意大利血统。今天，总数4000万左右的阿根廷人中的3000万都或多或少地拥有意大利血统。
意大利移民群体和西班牙移民群体共同组成了今日阿根廷社会的基石。在语言、习俗以及传统方面，阿根廷文化中都带有明显的意大利成分。由于国民的餐饮、时尚以及生活方式都受到了意大利移民的强烈影响，阿根廷成为了一个格外亲意大利的国家。

## 历史

1914年阿根廷人口普查中各省和地区的意大利移民百分比

最早从18世纪下半叶开始就有小批意大利移民进入阿根廷。但意大利人大批量移居阿根廷的时期则是1880-1920年，这一阶段也是来自欧洲其他国家的移民进入阿根廷的高峰期，这一潮流在1900-1914年间达到最高点，共有100万意大利人移民该国，1880-1920年间的移民阿根廷的意大利人总数为200万。1914年的布宜諾斯艾利斯市中就有三十多万生于意大利的市民，占全市总人口的四分之一。在意裔移民中，男性占大多数，年龄基本在14-50岁之间，逾半数人有基本文化素养；78.7%的人为农业工人或体力劳动者，10.7%的人为工匠，只有3.7%为贸易业或其他行业中的专业人士。
第一次世界大战的爆发以及意大利法西斯主义的崛起令意裔移民前往阿根廷的人数骤减，虽在1923-1927年间有所复苏，但最终还是在经济大萧条以及第二次世界大战的背景下陷入停滞。
二战结束后，外国军队踏上了遍布瓦砾的意大利国土。在1946-1957年间，又有一大批意大利人（约38万）移民阿根廷。1950年代及1960年代发生的意大利經濟奇蹟最终止住了该国人口外迁的潮流。在接下来的几十年里，意大利成为了更能吸引移民的国家。现在，居住在阿根廷的意大利公民人数为527570。

## 阿根廷的意大利移民的特征
大多数移民阿根廷的意大利人都来自意大利南部，其中，在进入20世纪后，意大利的统一以及意大利北部的全国主导地区地位的确立令乡村地区和曾拥有独立地位的南意大利诸国（特别是坎帕尼亚、卡拉布里亚和西西里岛）成为了对阿根廷的主要移民输出地。阿根廷俚语中的“tano”一词就来自西语中对拿坡里人（那不勒斯）的称呼“Napulitano”，在今日的阿根廷国内依然是指代所有有意大利血统的人的称谓，其原本针对的群体只是来自那不勒斯王国的人。但并非所有意大利移民都来自农村，1860年，那不勒斯市由那不勒斯王国首都变为意大利的一座城市，王国官僚系统的消失以及经济情况的恶化导致城中失业率骤增，在1880年代早期，城市中又发生了霍亂疫情，在多个原因的共同作用下，大量城市人口移民海外。
1990年的一项研究表明，归国者在全体移民中所占比重的大小与移民出发地和目的地的条件之优劣息息相关，南意大利移民中的永久定居海外者更多。负责研究的学者得出的结论是，阿根廷社会中的意大利成分主要来自南意大利，而非北意大利  。

## 文化

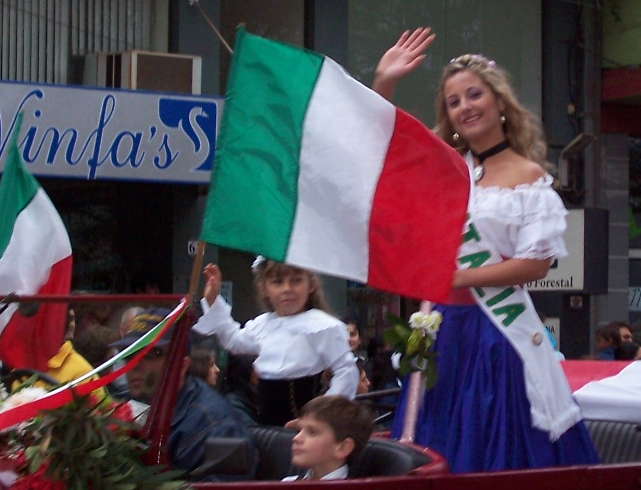
奧韋拉的意大利节日。

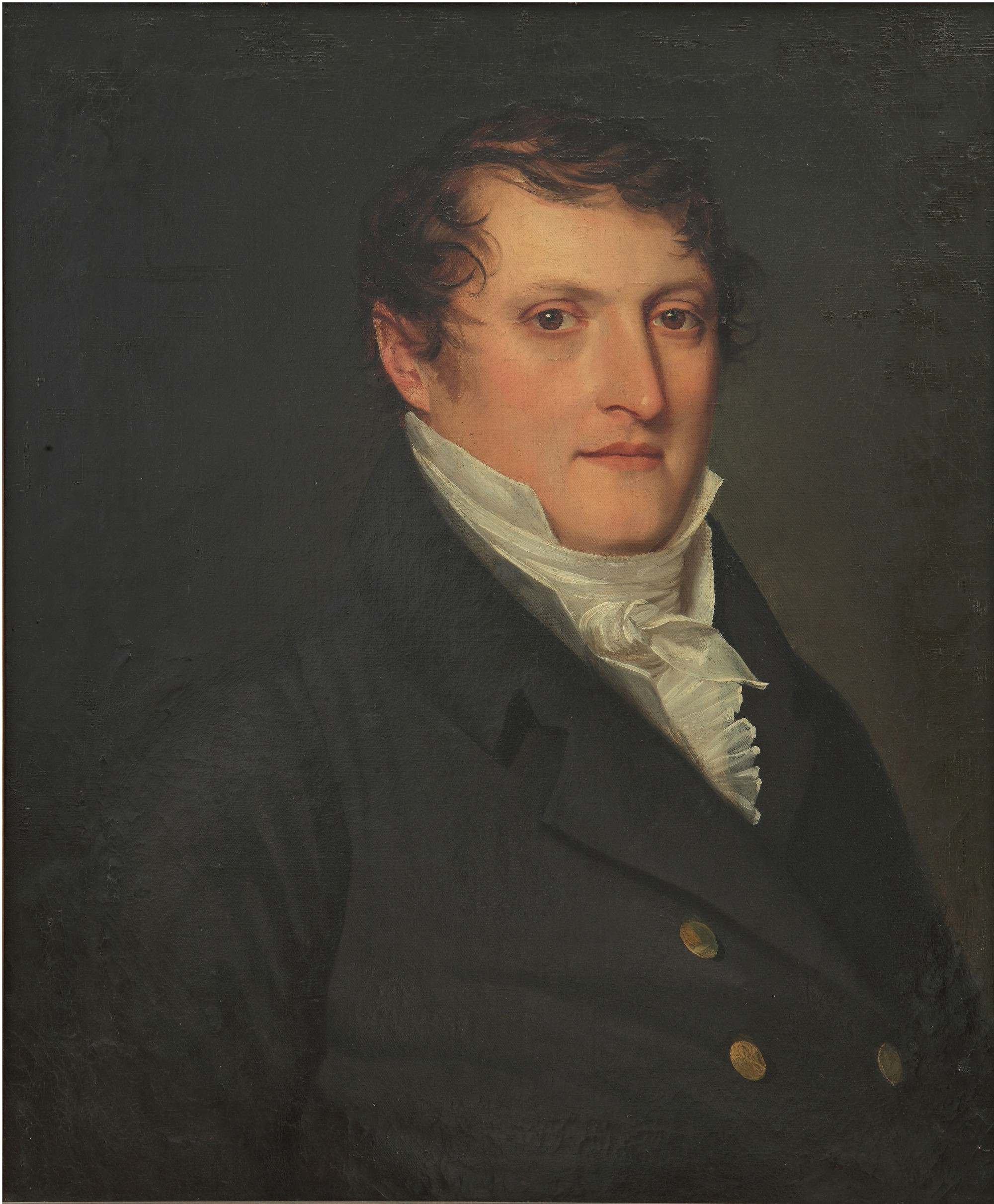
曼努埃尔·贝尔格拉诺，意大利裔阿根廷政治家和军事领袖，阿根廷国旗設計者

### 語言
民族語的数据表明，现在的阿根廷国内约有150万名意大利语使用者，在该国语言中排名第三（前两名为西班牙语和英语）。虽然意裔移民数量众多，但意大利语却从未在阿根廷占据主导地位，其中的原因之一就是绝大多数早期意大利移民都未掌握标准意大利语，被他们带到阿根廷的都是各式各样的方言。标准意大利语于是未能在阿根廷得到普及。各个意大利语方言与西班牙语之间的相似性也使得来自意大利各地的移民能较为容易地学会西语中的日常用语，他們很快便融入了阿根廷的西语社群。
19世纪下半叶至20世纪初期的意大利移民对阿根廷西班牙语的语调产生了重大影响。初步研究表明，拉普拉塔河西班牙语（布宜诺斯艾利斯市的主要用语）的语调与部分意大利语方言（特别是由那不勒斯语衍生出来的方言）比较相似，与其他种类的西班牙语间存在明显差别。这一语言特征与阿根廷移民史非常吻合，该国各地（特别是布宜诺斯艾利斯市）自19世纪起就接收了大批意大利移民。阿根廷国家科学与技术研究理事会在期刊《双语：语言与认识》上发表的研究结果表明，拉普拉塔河西班牙语与部分意大利方言在语调上的相似性的历史并不长，南意大利移民在20世纪早期大量进入阿根廷才是该现象的起始点。在此之前，布宜诺斯艾利斯市的西班牙语使用者的口音更接近西班牙本土发音，特别是安達盧西亞口音。
另外，流行于布宜诺斯艾利斯等地的隆法多俚语中的大量词汇都来自欧洲移民，如意大利人、西班牙人、希腊人、葡萄牙人以及波兰人。来到阿根廷的意大利及西班牙移民基本都不会说标准的意大利语和西班牙语，隆法多俚语中的很多要素都来自两国方言；来自潘帕斯草原的高喬人（南美原住民和西班牙殖民者的混血族群）也为隆法多俚语贡献了部分词汇；还有一些俚语词汇来自阿根廷原住民。学界基本一致认同隆法多俚语源自监狱，是囚犯专用的俚语。1900年左右，意大利多种方言中对伦巴第地区的称呼“Lombardo”经变形后演化出的“lunfardo”一词的含义是“不法分子”。隆法多俚语词汇经常被使用者夹杂在拉普拉塔河西班牙语的语句中，但语法依旧遵循西班牙语规律。比方说，一个会西班牙语的墨西哥人在阅读探戈歌词时只需查明其中的隆法多俚语词汇的含义即可，无需语法方面的辅助。大多数探戈歌词中的隆法多词汇并不多，个别夹杂有大量这类词汇的探戈歌曲有《El Ciruja》（外科医生），Celedonio Flores所作的大部分歌词中也加入了大量隆法多俚语。音乐家Edmundo Rivero所作的《Milonga Lunfarda》一书就堪称在歌词中使用隆法多俚语的启蒙读物，以下为部分范例：
- · Parlar，意为“说话”，同源且同义词：parlare（意大利语）、parlà（那不勒斯语） · Manyar，意为“知道”或“吃东西”，同源且同义词：mangiare（意大利语）、manciari（西西里语）  · Mina，意为“女性、雌性”，同源且同义词：femmina（意大利语）、fimmina（西西里语）  · Laburar，意为“工作”，同源且同义词：lavorare（意大利语）、laorar（威尼斯语）  · Fiaca，意为“懒惰”，同源且同义词：fiacco（意大利语）；同源但词义不完全相同：fiach（皮埃蒙特語，意为‘精疲力竭的’）  · Chapar，意为“亲吻、抓取”，同源且同义词：ciapé（皮埃蒙特语）、ciapar（威尼斯语）  · Buonyorno，意为“早上好”，同源且同义词：buongiorno（意大利语）  · Pibe，意为“男孩”，同源且同义词：pivo（意大利语）  · Birra，意为“啤酒”，同源且同义词：birra（意大利语、那不勒斯语）  · Mufa，意为“倒霉的人”，同源且同义词：muffa（意大利语）、mofa（皮埃蒙特语）

1880-1900年间，阿根廷迎来了一大批自意大利南部移居而来的农民，这些人基本一句西班牙语都不会。为了跟当地的Criollo人（拉美的西班牙无混血或混血成分极少的族群）交流，这些意大利农民造出了一种混有意大利语各种方言的混合西语，其中那不勒斯语的成分十分明显。阿根廷当地人给这种混杂语言（皮钦语）起了个蔑称“cocoliche”（科科利奇语）。在阿根廷出生、成长的第二代意大利移民在学校、工作单位以及军队中都讲西班牙语，因此，科科利奇语的使用者基本只有第一代意大利移民，该语言已逐渐衰落。阿根廷滑稽戏（sainete）以及文学作品中曾出现过关于科科利奇语的幽默描写，喜剧演员Dario Vittori的作品中就包含此种混合语。

### 饮食

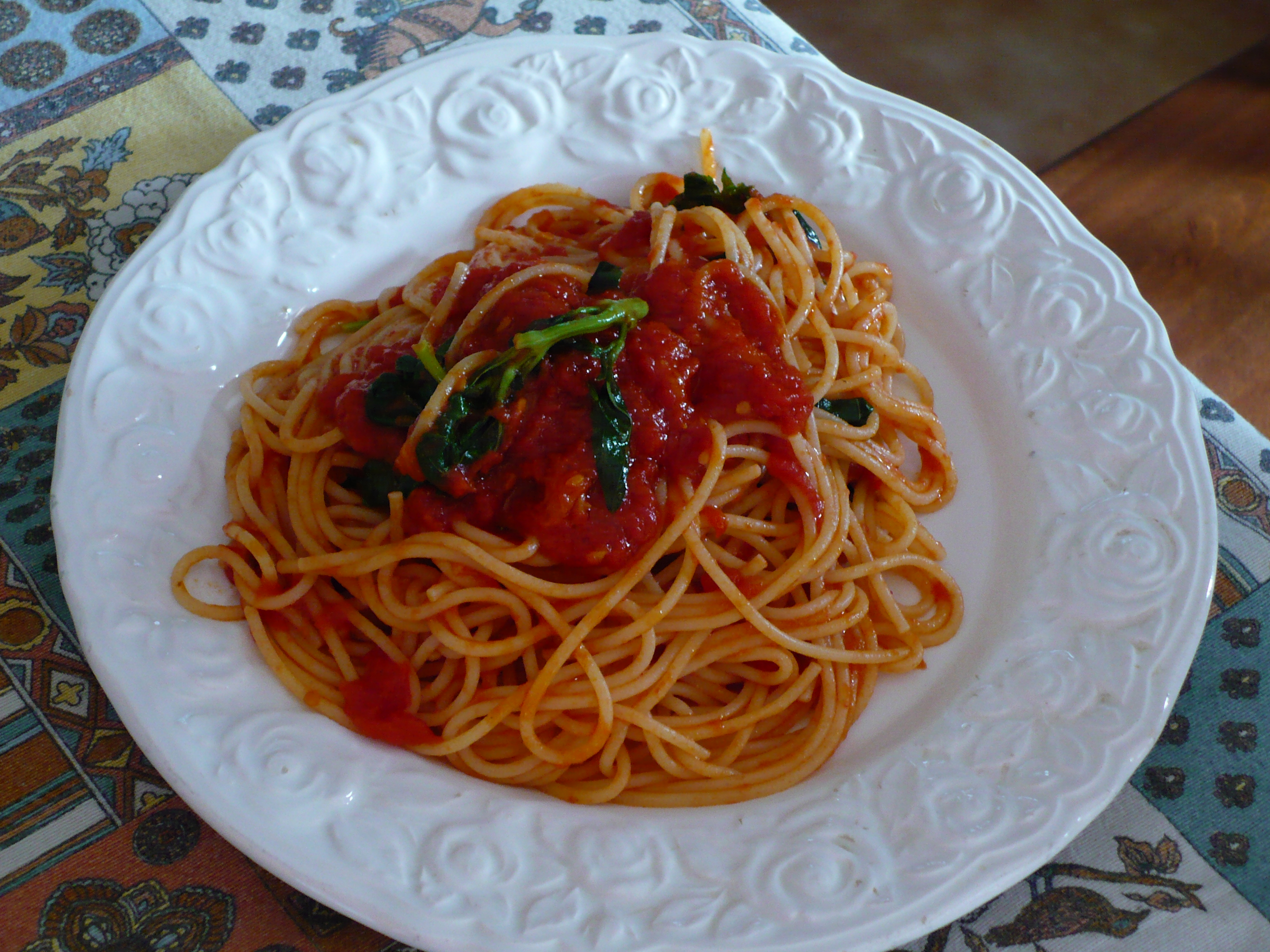
意大利面是阿根廷美食的一大特色。

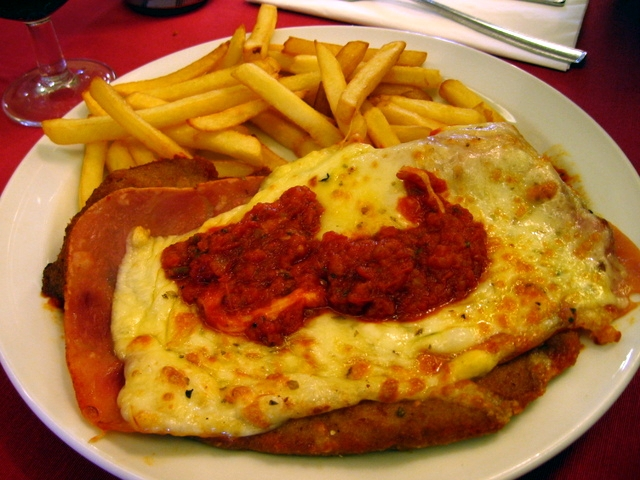
“ Milanesa a la napolitana ”配炸薯条

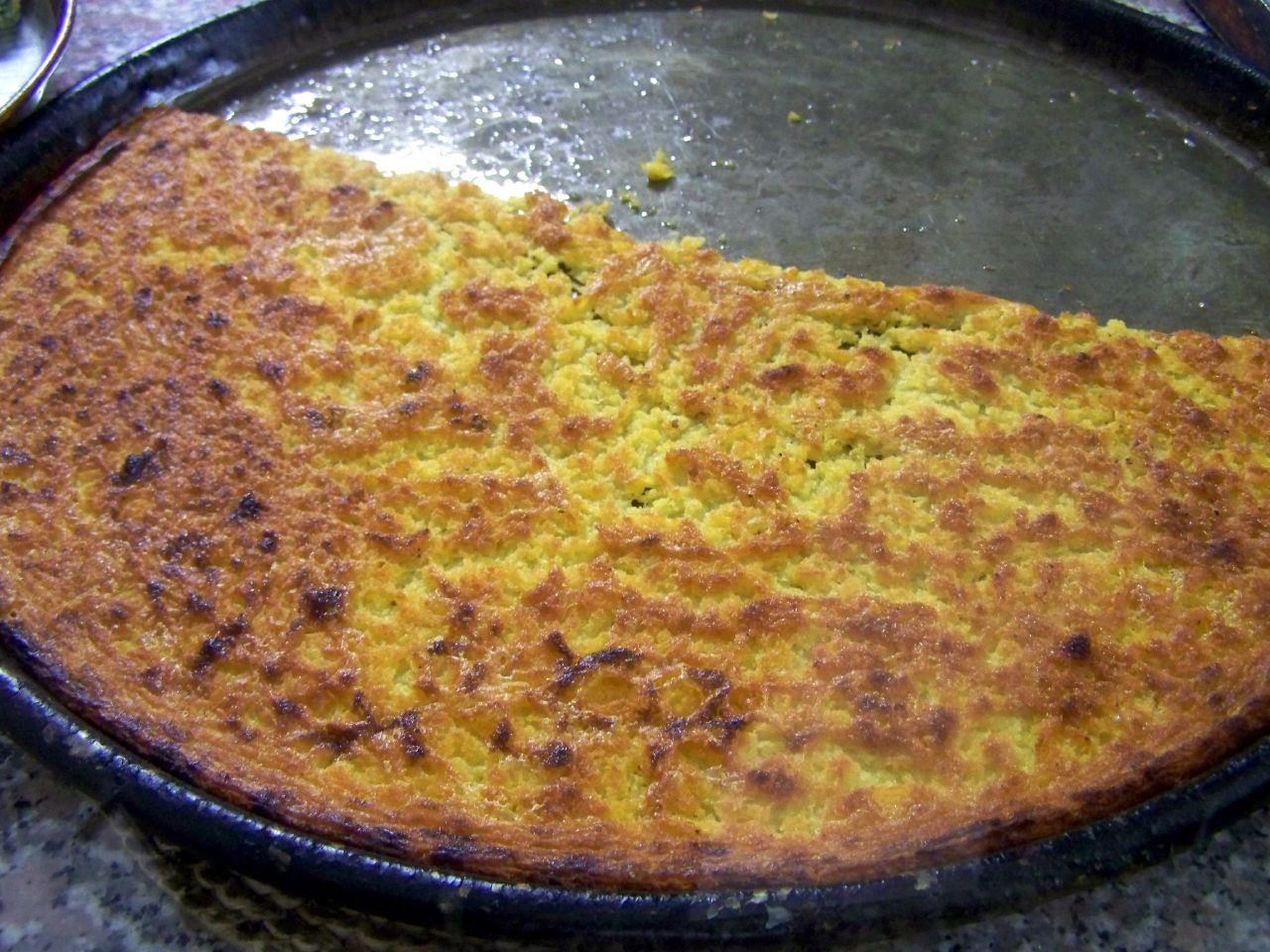
阿根廷的鷹嘴豆煎餅。

義大利飲食对阿根廷本国菜系产生了强烈影响，典型的阿根廷菜可以说就是另一个版本的地中海飲食。
阿根廷菜中的非常常见的就是披萨和意面等意大利主食，其中意面格外普及。只加入黄油或植物油的意面或者辅以番茄汁和白汁的意面都是餐桌上的常客。
披萨饼已经完全融入了阿根廷菜系，当地最常见的类型采用与意式切块披萨（pizza al trancio）类似的做法，但形状为圆形，而非意大利本土切块披萨的方形。阿根廷菜中的一份披萨一般供两人及以上食客分享，并非意式菜肴中的一人一份。带有明确阿根廷特色的披萨有pizza canchera、pizza rellena、pizza por metro以及pizza a la parrilla等。阿根廷菜系中的披萨起源于那不勒斯菜，而fugaza（或称fugazza）则衍生自热那亚的特色菜肴福卡恰，但这两个菜肴的烹饪过程都发生了变化，所加入的奶酪也源自阿根廷和乌拉圭。
阿根廷鷹嘴豆煎餅（（Fainá））的名字来自利古里亚语中对意大利鹰嘴豆煎饼（farinata）的叫法，所用面粉由鹰嘴豆制成（此种面粉源自意大利北部）。布宜诺斯艾利斯的披萨餐厅的菜谱上也经常出现鹰嘴豆煎饼，以一份披萨上盖一份鹰嘴豆煎饼的样式上桌。
阿根廷国内餐饮业的意面销量比披萨要高，种类有tallarines（约等同于意大利本土意面中的fettuccine）、ravioles（约等于意大利本土意面中的意大利餃）、ñoquis（约等于意大利本土意面中的玉棋）以及canelones（约等于意大利本土意面中的加乃隆）。
阿根廷人经常将意面和白面包（即‘法式面包’）共同食用，原因可能是面包价格更低以及阿根廷式意面中的tuco酱料（类似意大利的sugo酱）以及estofado（炖菜）的量很大。较为少见的吃法则是在意面中加入白汁或少许香蒜醬。
另一种阿根廷菜肴Sorrentinos的名字很容易让人误以为它来自意大利城市索伦托，但阿根廷城市马德普拉塔才是它的诞生地。这种菜看上去就像意大利饺，只不过每个饺子的个头更大，里面包有马苏里拉奶酪、茅屋起司以及罗勒，外面浇有番茄沙司。
波倫塔这种玉米粥类食物也从意大利北部被带到了阿根廷，它在阿根廷全国都很流行。就吃法来说，阿根廷波伦塔与意大利的polenta concia类似，都是餐中主食，人们会在吃的时候配上其他酱汁、稀奶酪或者炖菜。
其他意式阿根廷菜还有milanesas（其名称源于米蘭的cotoletta alla milanese），一种类似维也纳炸牛排的裹了面包屑的油炸肉食。类似的阿根廷菜还有milanesa napolitana，名字中虽有“拿坡里”一词，但指的是曾开设于布宜诺斯艾利斯的“Nápoli”餐厅，而非那座意大利城市，这道菜是真正的阿根廷原创。milanesa napolitana中的主料是裹有面包屑的肉类，上面覆盖着奶酪、番茄或火腿片，烘烤而成。Milanesas类的菜肴是由中欧移民带到阿根廷的  。
阿根廷菜系中的pasta frola也是在南意大利的菜肴pasta frolla的影响下诞生的，它以黄油油酥面团为底，灌入榅桲果酱、番薯酱或者牛奶焦糖，最后再盖上黄油油酥面饼条，摆出方形格纹。在下午吃pastafrola的时候搭配名为“mate”的饮品是阿根廷的一项餐饮传统。Pasta frola在巴拉圭和乌拉圭也很常见，但最上面没有油酥网格，取而代之的则是心形或花朵形纹样。
阿根廷甜点中，冰激淋（西班牙语：helado，意大利语：gelato）十分出名。由于加入的奶油量很大，阿根廷冰激淋特有一种光滑细腻的外观，且与其他地方的冰激凌一样，都有多种口味。同样，这种食品也是意大利移民带来的。